# L'Esparvé
L'Esparvé va ser un setmanari local català distribuït a Badalona entre els anys 1878-1881. Va ser el primer setmanari escrit íntegrament en català publicat a Badalona, i un dels primers de tota Catalunya, i també fou la primera de la ciutat dels gèneres humorístic i satíric.
El promotor i director fou Pere Renom i Riera, figura destaca del periodisme local, així com literat, poeta i polític. Va adquirir una impremta per tal d'editar el setmanari, però l'augment de feina que li va suposar la impressió i l'edició va fer que Renom n'abandonés la direcció i, a la llarga, va provocar el col·lapse de la publicació.
Segons el seu subtítol, el setmanari era un «Setmanari humorístich-serio científich, literari i de interessos locals». Les seves temàtiques eren bàsicament sobre política local, tant en gènere satíric, literari i en articles sobre l'administració municipal durant l'alcaldia de Guixeras i Viñas, amb el qual tenia diferències ideològiques, però que no obstant això, va defensar les seves actuacions.
El setmanari va durar poc més de dos anys, i va assolir 76 números, va ser econòmicament rendible, car tingué molts subscriptors, va assolir gran prestigi i popularitat a la població, comptant amb col·laboradors importants a nivell local com el sacerdot Gaietà Soler. La seva desaparició, lluny de ser per falta de vendes, va resultar amb la dimissió de l'alcalde Guixeras, després de l'assumpció de la presidència del Consell de Ministres per Antonio Cánovas del Castillo.